# أنا كتير
ألبوم أنا كتير، هو سادس ألبوم رسمي للمطربة المصرية شيرين عبد الوهاب، وقد طرح هذا الألبوم في 16 - يناير 2014، وحصد نجاحاً كبيراً، حيث حقق في أقل من 24 ساعة أكثر من 12 مليون مستمع على أحد المواقع.

## الأغاني
ألبوم «أنا كتير» السادس في مسيرة شيرين الفنية منذ عام 2003. يضم البوم شيرين «أنا كتير» 12 أغنية هي:
| #   | عنوان                                | تأليف          | تلحين            | المدة |
| --- | ------------------------------------ | -------------- | ---------------- | ----- |
| 1.  | "أنا كتير" (باللهجة المصرية)         | أحمد الحبشي    | حسن الشافعي      | 5:48  |
| 2.  | "ومين اختار" (باللهجة المصرية)       | خالد تاج الدين | وليد سعد         | 4:33  |
| 3.  | "داء السيطرة" (باللهجة المصرية)      | عمرو الجارم    | محمد النادي      | 3:25  |
| 4.  | "كلي ملكك" (باللهجة المصرية)         | أمير طعيمة     | خالد عز          | 4:50  |
| 5.  | "يا ليالي" (باللهجة المصرية)         | أمير طعيمة     | خالد عز          | 5:00  |
| 6.  | "شكرا يا شهم" (باللهجة المصرية)      | أيمن بهجت قمر  | محمد يحيى        | 3:48  |
| 7.  | "تجربة مؤلمة" (باللهجة المصرية)      | نادر عبد الله  | بلال الزين       | 4:46  |
| 8.  | "خاينين" (باللهجة المصرية)           | نصر محروس      | خالد عز          | 3:36  |
| 9.  | "في ليله" (باللهجة المصرية)          | خالد تاج الدين | عمرو مصطفى       | 3:53  |
| 10. | "متاخده من الايام" (باللهجة المصرية) | محمد سرحان     | إيهاب عبد الواحد | 4:11  |
| 11. | "مش خايفه" (باللهجة المصرية)         | محمد سرحان     | إيهاب عبد الواحد | 3:23  |
| 12. | "قله النوم" (باللهجة المصرية)        | أيمن بهجت قمر  | وليد سعد         | 3:21. |